# 伊格拉姆
36°28′N 4°31′E / 36.467°N 4.517°E

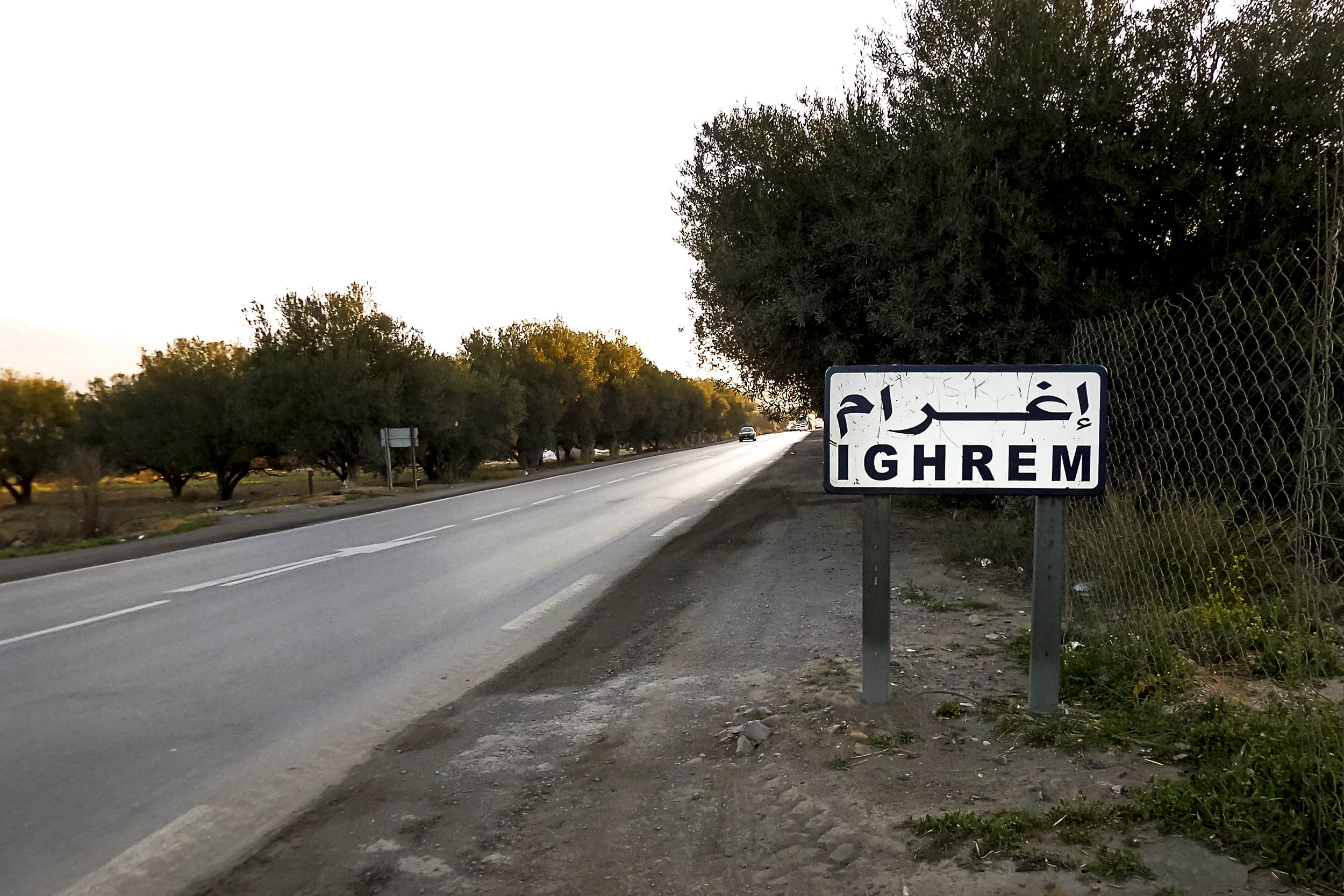
伊格拉姆

伊格拉姆（阿拉伯语：‎），是阿爾及利亞的城鎮，位於該國北部貝賈亞省，由阿克布區負責管轄，面積50平方公里，2008年人口12,387，人口密度每平方公里247人。